# تشارلز غافان باور
تشارلز غافان باور هو لاعب هوكي الجليد ومحامي وسياسي كندي، ولد في 18 يناير 1888 في Sillery, Quebec City ‏ في كندا، وتوفي في 30 مايو 1968 في مدينة كيبك في كندا. نشط حزبياً في الحزب الليبرالي الكندي.

## مناصب
- انتخب Minister of National Defence for Air (Canada) [الإنجليزية]‏.
- انتخب Minister of Pensions and National Health (Canada) [الإنجليزية]‏ (23 أكتوبر 1935 – 18 سبتمبر 1939).
- انتخب Postmaster General of Canada [الإنجليزية]‏ (19 سبتمبر 1939 – 22 مايو 1940).
- انتخب عضو مجلس الشيوخ الكندي ‏ (28 يوليو 1955 – 30 مايو 1968).
- انتخب عضو مجلس العموم الكندي.

## وصلات خارجية
- تشارلز غافان باور على موقع IMDb (الإنجليزية)
- تشارلز غافان باور على موقع الموسوعة البريطانية (الإنجليزية)